# Parahancornia oblonga
Parahancornia oblonga är en oleanderväxtart som först beskrevs av George Bentham, och fick sitt nu gällande namn av Monachino. Parahancornia oblonga ingår i släktet Parahancornia och familjen oleanderväxter. Inga underarter finns listade i Catalogue of Life.